# Rostocker FC
Rostocker FC is een Duitse voetbalclub uit Rostock.

## Geschiedenis
Rostocker FC werd op 20 juni 1895 opgericht. In 1919 fusioneerde de club met Rostocker FC Greif von 1916 tot Rostocker SC 1895. In 1938 volgde een nieuwe fusie met VfR 1913 Rostock, Rostocker TB en Rostocker Turnerschaft und Schwimmverein 1923 tot TSG Rostock.
In 1942 promoveerde de club naar de Gauliga Mecklenburg en won deze meteen. Hierdoor stootte de club door naar de eindronde om de Duitse landstitel. De club moest eerst nog een voorronde spelen tegen Holstein Kiel en verloor.
Na de Tweede Wereldoorlog werd de club ontbonden. In 1950 werd de club heropgericht door een fusie van meerdere sportclubs als BSG Motor Nordwest Rostock. In 1957 sloot de club zich bij BSG Aufbau Rostock aan. Deze naam werd later nog veranderd in TSG Bau Rostock. In 1973 promoveerde de club naar de DDR-Liga, de tweede klasse in de DDR. De club speelde 13 jaar lang in de tweede klasse en werd in 1979 kampioen van een van de vijf reeksen. In de eindronde om promotie moest de club deze echter laten aan FC Vorwärts Frankfurt en Chemie Leipzig.
In 1986 degradeerde de club naar de Bezirksliga. In 1990 werd de naam gewijzigd in TSV Grün-Weiß Rostock. In 1996 werd de voetbalafdeling van de sportclub zelfstandig en nam de historische naam Rostocker FC von 1895 aan.
In 2020 kon de club, 125 jaar na de oprichting de promotie afdwingen naar de nationale reeksen en promoveerde naar de Oberliga. In 2025 volgde een compleet rampjaar. De club verloor alle dertig wedstrijden en scoorde slechts tien keer en kreeg maar liefst 183 doelpunten om de oren. 

## Bekende (oud-)spelers
- Gerd Kische
- Garry Mendes Rodrigues